# 5 de Mayo, Tabasco
5 de Mayo är en ort i Mexiko.   Den ligger i kommunen Cárdenas och delstaten Tabasco, i den sydöstra delen av landet, 600 km öster om huvudstaden Mexico City. 5 de Mayo ligger 23 meter över havet och antalet invånare är 184.
Terrängen runt 5 de Mayo är mycket platt. Runt 5 de Mayo är det ganska tätbefolkat, med 75 invånare per kvadratkilometer. Närmaste större samhälle är Cárdenas, 7,5 km sydväst om 5 de Mayo. Trakten runt 5 de Mayo består till största delen av jordbruksmark.